# Jorge de Poděbrady
Jorge de Poděbrady foi rei da Boémia considerado não dinástico, governou entre 1458 e 1471. O seu governo foi antecedido pelo de Ladislau V da Hungria, “o Póstumo” e foi sucedido pelo de Matias Corvino.

## Casamentos e descendência
Em 1441, casou-se com Cunegunda de Sternberg e teve 6 filhos:
- Bocek IV de Poděbrady (1442-1496)
- Victor, Duque de Münsterberg (1443-1500)
- Henrique I, Duque de Münsterberg-Oels (1448-1498)
- Bárbara de Kunštát-Poděbrady (1440-1474), casou-se com Ulrico de Oettingen
- Catarina de Poděbrady (1449-1464)
- Sidônia de Poděbrady (1449-1510)

Em 1450, após a morte de Cunegunda, em 1449, Jorge casou-se com Joana de Rožmitál e teve os seguintes filhos:
- Henrique O Jovem de Poděbrady (18 de maio de 1452 - 1 de julho de 1492), casou-se com Catarina, filha de Guilherme III da Turíngia
- Frederico (1453–1458)
- Inês
- Ludmila de Poděbrady (16 de outubro de 1456 – 20 de janeiro de 1503), casou-se com Frederico I da Legnica.

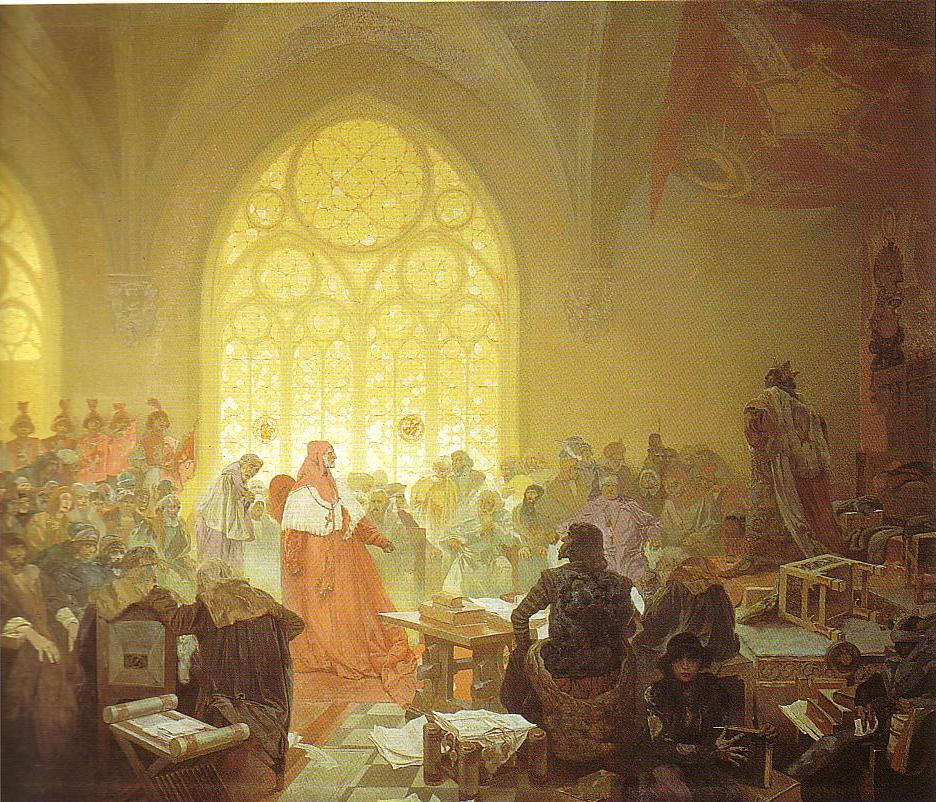
Pintura de Alfons Maria Mucha, mostrando o Cardeal Fantin explicando a posição da Igreja sobre a eleição de Jorge